# Titan III

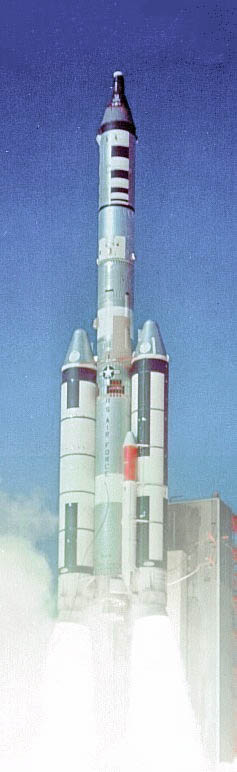
Titan IIIC met een prototype van de militaire Gemini-B-Capsule en een MOL-ruimtestation-massasimulator tijdens de lancering vanaf Cape Canaveral (USAF) in 1966

De Titan III was de derde generatie Titan-raketten die door Martin Marietta (nu Lockheed Martin) werd gebouwd. De Titan III werd primair als militaire draagraket ontwikkeld en was van 1965 tot 1992 in gebruik was bij de US Air Force, voornamelijk om militaire kunstmatige satellieten in een baan om de Aarde te brengen. Ook NASA gebruikte de Titan III om een aantal van hun ruimtesondes te lanceren.

## Achtergrond
De Titan III is in 1964 ontwikkeld nadat de Delta en Atlas die toen in gebruik waren niet krachtig genoeg bleken voor het kaliber satellieten dat de USAF in de toekomst verwachtte te gaan bouwen. De Air Force had weliswaar meegewerkt aan de ontwikkeling van de krachtiger Saturnus IB van NASA maar wilde niet afhankelijk zijn van een civiele raket voor militaire lanceringen.

## Meerdere uitvoeringen

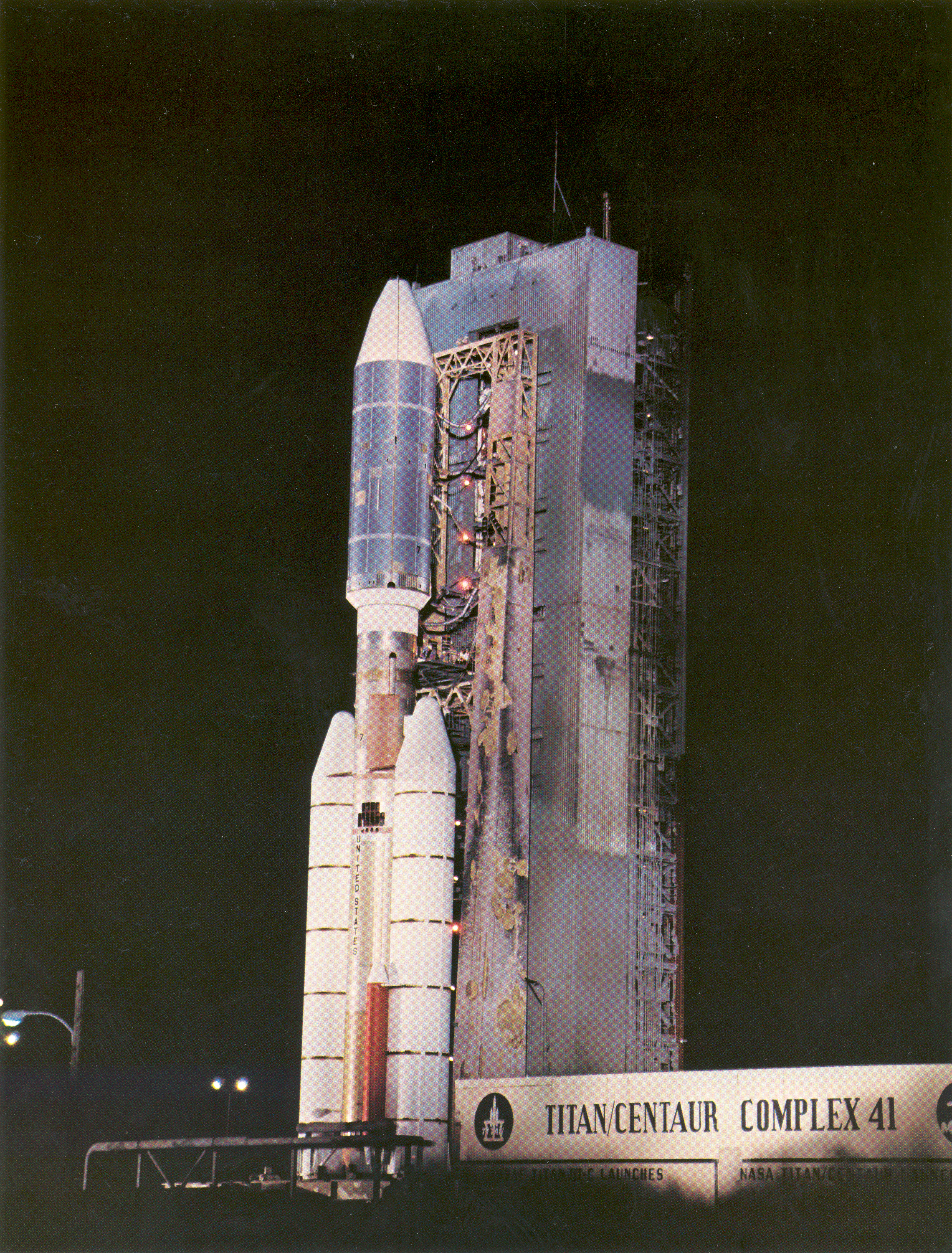
Een Titan IIIE staat klaar voor de lancering van Voyager 2.

### Titan IIIA
De eerste versie, de Titan IIIA, was gebaseerd op de Titan II raket en voorzien van een extra derde trap, de Transstage die met twee AJ-10-138-motoren was uitgerust. Voor de aandrijving werd gebruikgemaakt van dubbel uitgevoerde vloeibarebrandstofmotoren die werden gevoed met Aerozine 50 en distikstoftetraoxide. Deze motoren waren verbeterde versies van de Titan II-motoren. Later is de Titan III meerdere keren gemodificeerd, waarbij elke nieuwe uitvoering een eigen type aanduiding kreeg. Deze raket werd vanaf Cape Canaveral Air Force Station Lanceercomplex 20 gelanceerd.

### Titan IIIB
De eerste uitbreiding op de Titan IIIA resulteerde in de Titan IIIB waarbij de oorspronkelijke derde trap was vervangen door een Agena-trap. Deze raket werd gebruikt voor lanceringen naar een polaire baan vanaf Vandenberg Air Force Base SLC-4W. De Agena-trap was ook in gebruik op draagraketten van het type Thorad en de Atlas.

### Titan IIIC
De Titan IIIC die werd geïntroduceerd om 1965 was net als de voorganger gebaseerd op de A-variant. De meest opvallende uitbreiding hierbij waren twee extra vastebrandstofmotoren (UA1205) die werden aangedreven met mengsel van aluminium en ammoniumperchloraat voor meer vermogen. De betrekkelijk grote lanceercomplexen LC40 en LC41 van het Cape Canaveral Air Force Station werden voor deze raket gebouwd. En ook met de bouw van SLC-6 van Vandenberg Air Force Base werd met het oog op deze raket in 1966 aangevangen voor de bemande vluchten van het Manned Orbiting Labaratory (MOL), een bemand ruimte-spionageprogramma. VAFB SLC-6 werd echter na annulering van MOL-programma in 1969 niet voltooid en zag geen lanceringen. Midden jaren 80 was SLC-6 aangepast voor de Space Shuttle, maar ook Spaceshuttlevluchten vanaf Vandenberg werden geannuleerd. Uiteindelijk werd SLC-6 pas in 2006 voor de Delta IV in gebruik genomen.

### Titan IIID
Bij de in 1971 voor het eerst gelanceerde Titan IIID die op de Titan IIIC gebaseerd was, werd de derde trap vervangen door extra opslagruimte voor grotere satellieten dan voorheen. De Titan IIID werd alleen vanaf Vandenberg Air Force Base SLC-4E gelanceerd en was met minder rakettrappen alleen geschikt voor lanceringen naar een lage baan om de Aarde.

### Titan IIIE
Drie jaar na de introductie van de Titan IIID werd de daarop gebaseerde Titan IIIE (ook wel Titan-Centaur) geïntroduceerd. Bij de bouw van deze versie was rekening gehouden met de eisen die NASA stelde om dure wetenschappelijke satellieten en ruimtesondes te lanceren. De Titan IIIE moest extra betrouwbaar zijn en hoge snelheden kunnen halen. De Titan IIIE was, net als bij opvolger Titan IV mogelijk was, uitgebreid met een Centaur D-1T-upperstage om grotere lasten mee te dragen of hogere snelheden te ontwikkelen. De Titan III-Centaur had zo’n drie maal de vrachtcapaciteit van de toenmalige Atlas-Centaur. Optioneel kon nog een vierde trap, een vastebrandstofmotor van het type Star-37E worden toegevoegd.
De Titan IIIE werd tussen 1974 en 1977 zeven maal gelanceerd met aan boord een aantal van NASA’s beroemdste ruimtesondes. De eerste vlucht, met aan boord een technologiedemonstratie-satelliet genaamd Sphinx, mislukte toen de turbopomp een van de twee RL-10-motoren van Centaur-trap faalde. De missies waren:
- Sphinx
- Helios I
- Viking 1
- Viking 2
- Helios II
- Voyager 1
- Voyager 2

### Titan 34D
In 1982 werd de Titan 34D variant voor het eerst in gebruik genomen. Deze draagraket was gebaseerd op de Titan IIIC. De eerste twee trappen waren verlengde uitvoeringen met verbeterde motoren. De sideboosters waren van het type UA1206, langere krachtiger uitgevoerde vastebrandstofmotoren. Ook was het lanceersysteem uitgebreid met twee extra optionele derde trappen om zware militaire satellieten met de juiste kracht en precisie in hun baan te brengen. De beschikbare extra upperstages waren de 
- Transtage (eerder op de Titan IIIA en IIIC)
- Inertial Upperstage (ook gebruikt op de Titan IV en in het ruim van de Space Shuttle)
- Transfer Orbit Stage (TOS), de TOS werd overigens nooit gebruikt op de 34D wel op de Commercial Titan III en in het ruim van de Space Shuttle

Twee vluchten mislukten waarschijnlijk doordat er luchtbellen in de vaste brandstof van de side-boosters zaten waardoor de booster explodeerde. Dit bracht een gebrek in de kwaliteitscontrole aan het licht. Nadien werden er röntgenfoto’s van de enkele jaren daarvoor gebouwde voorraad boostersegmenten genomen, om zich ervan te vergewissen dat er geen lucht in de brandstof zat.

### Commercial Titan III
In 1989 werd de laatste Titan variant gebouwd die na afwijzing door de USAF noodgedwongen volledig was gericht op het lanceren van commerciële satellieten. Deze Commercial Titan III bevatte enkele verbeteringen ten opzichte van de 34D. Zo kon deze raket twee ladingen tegelijkertijd meenemen en was het vermogen nog verder opgevoerd door de tweede trap te verlengen. De Commercial Titan III was echter te duur om te kunnen concurreren met de Ariane 4 en werd in 1992 na slechts vier vluchten buiten gebruik gesteld.